# أندري شيفتشوك
أندري شيفتشوك (بالأوكرانية: Шевчук Андрій Володимирович) هو لاعب كرة قدم أوكراني في مركز الهجوم، ولد في 12 أغسطس 1985 في كورستين في أوكرانيا. لعب مع ميتالوره زابورجيا.

## وصلات خارجية
- أندري شيفتشوك على موقع اتحاد أوكرانيا (الإنجليزية)
- أندري شيفتشوك على موقع قاعدة بيانات كرة القدم.إي يو (الإنجليزية)
- أندري شيفتشوك على موقع Soccerway.com (الإنجليزية)